# Bunsoh
Bunsoh – miejscowość i gmina w Niemczech, w kraju związkowym Szlezwik-Holsztyn, w powiecie Dithmarschen, wchodzi w skład urzędu Mitteldithmarschen.

## Współpraca
- Manneville-sur-Risle, Francja